# أحمد قاسمي
أحمد قاسمي (ولد في 22 نوفمبر 1984 في سكيكدة) هو لاعب كرة القدم الجزائري. يلعب حاليا لاتحاد الجزائر في دوري الدرجة الأولى الجزائري.

## مسيرته الرياضية
يوم 27 يونيو 2010، وقع قاسمي عقد لمدة سنة واحدة مع شبيبة بجاية، وانضم لهم في صفقة انتقال حر من اتحاد عنابة.

## المسيرة الدولية
في 29 أكتوبر 2009، استدعي قاسمي للمرة الأولى من قبل المدرب عبد الحق بن شيخة لمعسكر تدريب لمدة أسبوع للعب مع الفريق الوطني الجزائري . وفي 3 مارس 2010، شارك قاسمي لأول مرة رسميًا مع الفريق بعد الفوز 4–0 على ليختنشتاين.

## روابط خارجية
- أحمد قاسمي على موقع الاتحاد الدولي (مؤرشف)  (الإنجليزية)
- أحمد قاسمي على موقع قاعدة بيانات كرة القدم.إي يو (الإنجليزية)
- أحمد قاسمي على موقع Soccerway.com (الإنجليزية)
- أحمد قاسمي على موقع كووورة
- أحمد قاسمي على موقع AS.com (الإسبانية)